# Larmes de crocodile

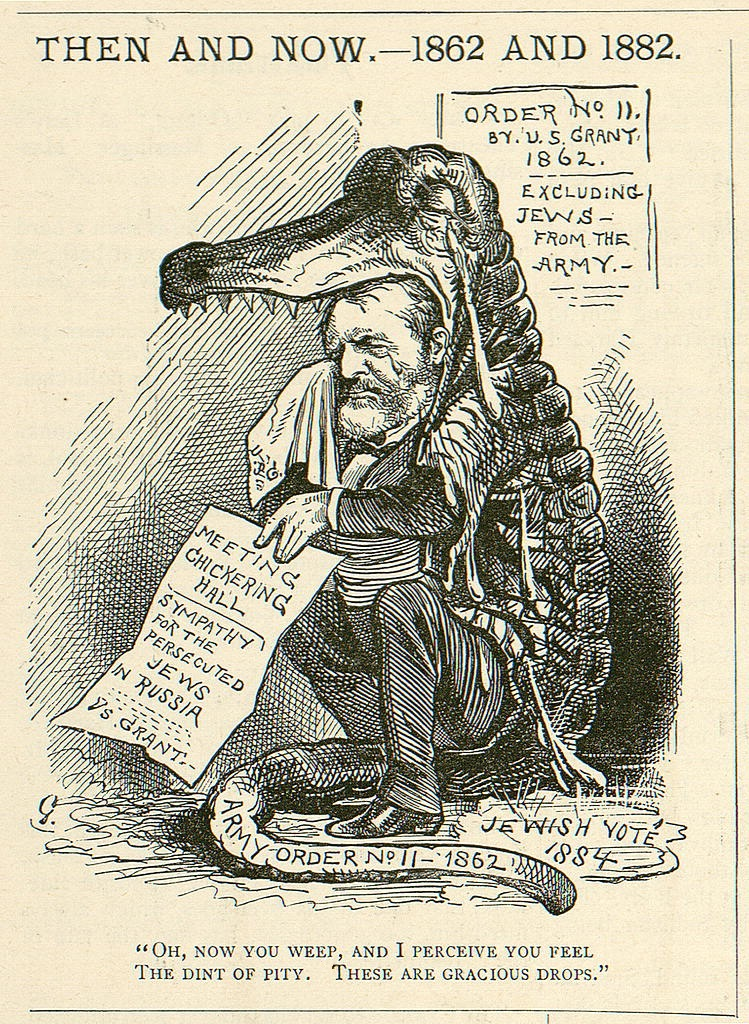
Caricature de Bernhard Gillam de 1882, montrant Ulysses S. Grant pleurant "des larmes de crocodiles" sur le sort des Juifs en Russie.

L'expression larmes de crocodile est une formule désignant une manifestation émotionnelle fausse non-sincère ou hypocrite, afin de tromper.
Elle proviendrait de l'ancienne croyance selon laquelle les crocodiles pleuraient lorsqu'ils mangeaient leurs proies. Les crocodiles disposent des glandes lacrymales : ils clignent des yeux pour les lubrifier (notamment lorsqu'ils sont hors de l'eau pendant longtemps). Toutefois, des recherches suggèrent que cette activation des glandes lacrymales pourrait aussi se déclencher durant l'alimentation.
Le syndrome de Bogorad (de) est une condition dans laquelle le patient pleure alors qu'il mange, également appelé « syndrome des larmes de crocodile » (syndrome gusto-lacrymal).

## Histoire

### Origine
L'expression proviendrait d'une ancienne anecdote selon laquelle les crocodiles pleuraient pour leurs victimes tout en les mangeant. Un proverbe dans un ensemble attribué à Plutarque suggère qu'elle était connue dans l'Antiquité : le fait pour une personne de désirer ou causer la mort de quelqu'un, tout en se lamentant publiquement pour lui, était comparé au comportement du crocodile. Une interprétation chrétienne en est donnée dans un passage  de la Bibliothèque de Photios, illustrant le concept de repentance. L'histoire est reprise dans les bestiaires médiévaux.

### Diffusion
Dans le monde anglophone, le conte fut pour la première fois diffusé dans les relations de voyage de John Mandeville au XIVe siècle.

## Sources